# Ligyra cerberus
Ligyra cerberus är en tvåvingeart som först beskrevs av Fabricius 1794.  Ligyra cerberus ingår i släktet Ligyra och familjen svävflugor. Inga underarter finns listade i Catalogue of Life.